# I Мавретанская ала фракийцев
I Мавретанская ала фракийцев (лат. Ala I Thracum Mauretana) — вспомогательное подразделение армии Древнего Рима.
Данное подразделение некоторое время служило в Мавретании (вероятно, во время завоевания этой провинции в правление Калигулы и Клавдия). Об этом можно с уверенностью говорить, потому что ала носит прозвище «Мавретанская». Название, несомненно, было дано але до 86 года, когда она уже дислоцировалась в Иудее. Впоследствии подразделение было переброшено в Египет. Это произошло в 142 году или раньше, по крайней мере, до правления Септимия Севера.